# Usnea cedrosiana
Usnea cedrosiana är en lavart som beskrevs av P. Clerc. Usnea cedrosiana ingår i släktet Usnea och familjen Parmeliaceae.   Inga underarter finns listade i Catalogue of Life.